# Фролова, Елена Борисовна
Елена Борисовна Фролова (1 октября 1969, Рига) — российская певица и композитор, поэт. Автор и исполнитель песен на стихи таких поэтов, как Марина Цветаева, Осип Мандельштам, Анна Ахматова, София Парнок, Арсений Тарковский, Вениамин Блаженный, Михаил Кузмин, Иосиф Бродский, Леонид Губанов, Анна Баркова, Борис Пастернак, Сергей Есенин, Дмитрий Строцев, Федерико Гарсиа Лорка и на свои собственные. Помимо гитары использует в качестве аккомпанирующего инструмента гусли, балалайку. Исполняет романсы, русские народные песни, духовный стих.

## Биография
Бабушка и дед Фроловой уроженцы села Ряхово Владимирской области, мать родилась в Красноярске, после диплома по распределению переехала в Латвию.

Я мечтала петь… Но когда набирали хор в школе, мне сказали, что у меня нет слуха… Но я всё равно туда ходила… Меня попросили уйти один раз, потом другой… Я очень расстраивалась… Потом к нам пришла новая учительница пения, которая, к моему удивлению, меня не выгнала… Людмила Анатольевна — добрейшей души человек. Видя моё неистовое желание петь, она стала со мной заниматься, и постепенно, потихонечку сначала прорезался голос, потом слух… Год за годом я пела в хоре, потом в вокальном ансамбле, организованном при этом хоре…

На двенадцатилетие Фроловой подарили гитару. Тогда же начала пробовать сочинять. В школе занималась в хоре, пела в вокально-инструментальном ансамбле, играла в гитарном ансамбле и в драмкружке.
Увлекалась фотографией. Так познакомилась с Натальей Лихачёвой. Образовался дуэт, названный «Весы».
Первое официальное выступление состоялось в 1986-м на фестивале в Сосновом Бору. В дальнейшем Елена Фролова принимала участие в фестивалях авторской песни. Лауреат Второго всесоюзного фестиваля авторской песни в Таллине (1988) в номинациях «автор-композитор» и «исполнитель». С 1988 года выступает в составе авторского дуэта «ВерЛен» совместно с Верой Евушкиной. 
C 1989 года стала работать в Театре музыки и поэзии Елены Камбуровой. 
С 1991 года стала гастролировать с сольными концертами. Лауреат Премии им. Веры Матвеевой (1993). Постоянный член жюри различных фестивалей авторской песни, в том числе Международного фестиваля им. В. Грушина и Международного фестиваля «Петербургский аккорд». Один из основателей и участник творческого союза «АЗиЯ» с 1993 года.
В 1994 году семья переехала из Риги в Суздаль, затем — во Владимир. С 1989 года проживает в Москве.
В 1996 году Фролова освоила гусли, с которыми в её репертуар вошли русский духовный стих и русская народная песня.
Последние несколько лет[какие?] гастролирует в составе трио «Трилогия» совместно с Юлией Зиганшиной и Эльмирой Галеевой. Выступает с Оркестром креольского танго. В последние годы[какие?] сотрудничает с музыкантами: Л. Морозовой (скрипка), Е. Белкиной (флейта), С. Ефимовой (фортепьяно), И. Иванушкиным (контрабас), А. Марченко (гитара) и др. В 2011 году состоялся концерт Е. Фроловой в сопровождении Владимирского губернаторского симфонического оркестра. В течение многих лет работает со звукооператором Валерием Мустафиным.
Елена Фролова написала и исполнила музыкальное сопровождение к мультипликационному фильму «Легенда о леди Годиве» (реж. Ирина Кодюкова, 2004). В мультипликационном фильме «Моя любовь» (реж. Александр Петров, 2006) она исполнила романс «На заре ты её не буди». В фильме «Географ глобус пропил» (реж. А. Велединский, 2013 — главный приз российского фестиваля «Кинотавр») за кадром звучит русская народная песня «Летел голубь» в исполнении Елены Фроловой.
С 2002 года участвует в фестивалях Мировой музыки во Франции и Бельгии. В декабре 2003 года в молодёжном культурном центре Берна и в Центре культуры народов мира (Maison des Cultures du Monde) в Париже прошли презентации сольного альбома Елены Фроловой «Zerkalo», записанного французской студией «L’empreinte digitale» (Марсель). В марте 2004 году представляла Россию на Первом международном фестивале «Дивы Евразии» в Москве с программой русских народных песен и русского духовного стиха. Участник бардовского ансамбля «Песни нашего века» с 2005 года.
В 2007 году в издательстве «Вита Нова» вышла книга стихов Елены Фроловой «Песня для Эвридики».
В декабре 2013 года на Российском фестивале авторского документального кино «Артдокфест-2013» в программе СРЕДА в Москве состоялась премьера фильма Ирины Рёриг и Акселя Брандта «Три героини в поисках Родины» (Германия), посвященного творчеству Елены Фроловой.
С 2014 года — организатор и вдохновитель музыкального фестиваля «Гусли мира», проводимого в Суздале.
За 33 года творческой деятельности ею сочинено около 800 музыкальных композиций. В репертуаре более 1400 песен.

## Диски и кассеты
- 1990 — «О, прислушайтесь» — Дуэт «ВерЛен» (Казань, «Сибирский тракт»)
- 1992 — «И ангел, и лев» (Казань, «Сибирский Тракт»)
- 1994 — «Светлый праздник бездомности» Песни на стихи Бродского, Тарковского и др. (Казань, «Сибирский тракт»)
- 1995 — «Мой белый воробей» (Казань, «Сибирский Тракт»)
- 1995 — «Бродяга» Песни на собственные стихи (Казань, «Сибирский тракт»)
- 1995 — «Любовь моя, цвет зелёный» Песни на стихи Кузмина, Петровых и др. (Казань, «Сибирский тракт»)
- 1997 — «Небо любит тебя (Птичьи песни)» Песни на собственные стихи (Казань, «Сибирский тракт»)
- 1998 — «Десять лет пути»
- 1998 — «Проплывают облака» Песни на стихи Бродского, Мандельштама и др. (Москва, студия «Хранители»), переиздание — 2005 (Киев)
- 1999 — «Летел голубь» (Казань, «Сибирский тракт»)
- 2000 — «Птица вербная» Песни на стихи Цветаевой, Парнок, Кузмина и др. (Казань)
- 2002 — «Солнечная нить» Песни на собственные стихи (СПб., «АЗиЯ-плюс», переиздание 2006)
- 2002 — «Убогие песни» cd 1 — песни на стихи Дмитрия Строцева, cd 2 — стихи (читает автор) (СПб., «АЗиЯ-плюс»)
- 2002 — «Моя Цветаева» (СПб., «АЗиЯ-плюс»)
- 2002 — «Ветер из Виоголосы» Песни на стихи Софии Парнок (СПб.,"АЗиЯ-плюс")
- 2002 — «АЗиЯ» — Seconda Parte (СПб., «АЗиЯ-плюс»)
- 2002 — «Zerkalo» Песни на стихи Цветаевой, Бродского и др. (Марсель)
- 2003 — «О, прислушайтесь...» Дуэт «ВерЛен» (Вера Евушкина, Елена Фролова)(СПб., «АЗиЯ-плюс»)
- 2003 — «Дороженька» Народные песни, духовный стих (СПб., «АЗиЯ-плюс»)
- 2003 — «Письмо» Песни на стихи Варлаама Шаламова (СПб.,"АЗиЯ-плюс")
- 2004 — «Милый враг» Песни на стихи Анны Барковой (СПб., «АЗиЯ-плюс»)
- 2004 — «Русский духовный стих» Песни под аккомпанемент гуслей (Гримма, «Denkmalschmiede»)
- 2005 — «Путешествие в Рай» Песни на стихи Елены Фроловой (СПб.,"АЗиЯ-плюс")
- 2005 — «Трилогия» Елена Фролова, Юлия Зиганшина, Эльмира Галиева (Казань)
- 2005 — Elena Frolova begin chante Marina Tsvetaeva (France)
- 2006 — «Русская азиатка» Песни Елены Фроловой в аранжировках С. Хутаса и Е. Борца (Москва)
- 2007 — «День Благовещения» Песни Елены Фроловой на стихи Марины Цветаевой («bambook-art», Киев)
- 2007 — «Лететь вослед лучу» Проект «Архив Е.Фроловой» (Казань, «Сибирский тракт»)
- 2007 — «Хвалынь-Колывань» Песни Елены Фроловой на стихи Марины Цветаевой (IVC, Москва)
- 2008 — «El Sol De La Tarde „Солнце вечера“» песни на стихи Марины Цветаевой
- 2008 — «Готландские песни» Песни Елены Фроловой, написанные на о. Готланд в сентябре 2005 (Казань)
- 2008 — «Сердцем слышу» Дуэт «ВерЛен», записи 1996-98, 2006 гг. (Киев)
- 2008 — «Лестница любви» Песни Елены Фроловой на стихи Леонида Губанова (Москва)
- 2009 — «Розмарин, шалфей, зверобой» Трио «Трилогия» — Елена Фролова, Юлия Зиганшина, Эльмира Галиева (Казань, «Сибирский тракт»)
- 2009 — «Бегущая девочка — русская Психея» Запись концерта Елены Фроловой в ЦДХ 5 июня 2009
- 2009 — «Сердешные песни» Песни Елены Фроловой на собственные стихи (Москва, «IVC»)
- 2009 — «Лада» Песни под гусли Елены Фроловой (Москва, «IVC»)
- 2009 — «Iz nedr и на ветвь» Песни Е. Фроловой в аранжировках С. Багина (Москва, «IVC»)
- 2009 — «Маленький балаган на маленькой планете Земля» Е. Фролова. Запись концерта в ЦДЖ 11.11.2008 (Москва, коллекционное издание)
- 2010 — «Романс счастливца» CD 1, 2 — Песни Е. Фроловой на стихи И. Бродского. (Москва, «IVC»)
- 2010 — «Скиталец духа» 20 песен Е. Фроловой на стихи В. Блаженного. (Москва, «IVC», при участии Студии современного искусства «АЗиЯ-Плюс»)
- 2010 — «Птичье танго» Песни Е. Фроловой в аранжировках Т.Алешиной (СПб.,"АЗиЯ-плюс")
- 2011 — «Amor mio. Αγάπη μου. Моя любовь» Шедевры мировой песенной классики в исполнении Елены Фроловой. (Москва)
- 2011 — «Елена Фролова. Избранные фрагменты концерта в ЦДЖ 11.11.2011» (Москва, Казань, коллекционное издание)
- 2012 — «Мартовский снег. Е. Фролова. Избранные фрагменты концерта в ЦДЖ 28.03.2012» (Казань, коллекционное издание)
- 2013 — «Газета Дмитрия Строцева: голоса потрясенных» Мистерия в прозе, стихах, песнях и танцах. Дмитрий Строцев, Елена Фролова. Концерт в Школе драматического искусства 28.06.2012 DVD (Москва)
- 2013 — «Елена Фролова. Весь. Саундтрек к поэтическому сборнику Весь-2» Записи на студии «Сибирский тракт» 1992—1997. Ремастеринг 2013 (Москва, коллекционное издание)
- 2013 — «Елена Фролова. Весь. Саундтрек к поэтическому сборнику Весь-2 Концертный триптих: Блаженны нищие духом» — 3 DVD (Москва)
- 2015 — «Ехал всадник» (Избранные фрагменты концерта в Центре классической музыки, г. Владимир, 22 мая 2011 г., Владимирский губернаторский симфонический оркестр, дирижёр Артём Маркин, в аранжировках Сергея Багина и Владимира Генина)
- 2015 — «Лови летчицу» — CD 1; «Час души» CD 2 — Песни Е. Фроловой на стихи М. Цветаевой. Изд. «Авторское издание». Запись — В. Мустафин, С. Педченко.
- 2016 — «Я — убежавший царь» — Песни Елены Фроловой на стихи А. Белого в аранжировках Татьяны Алешиной. Запись — Валерий Мустафин (Казань), Кира Малевская, Владимир Носырев (СПб). АНО "Студия современного искусства «АЗиЯ-Плюс», СПб.
- 2017 — «Маленькое счастье» — Елена Фролова исполняет любимые песни советских авторов разных лет. Запись — С. Педченко, аранжировки — А. Марченко. ООО «Маркон»
- 2018 — Альбом на стихи Б. Окуджавы «В день рождения подарок».
- 2019 — «Степная дудка» — Диск с записями песен на стихи Арсения Тарковского . Исполняют Елена Фролова , Вера Евушкина, Андрей Крамаренко .
- 2021— «Часы моей любви» — Второй диск песен Елены Фроловой на стихи Леонида Губанова. AVK продакшн.